# Oreochromis leucostictus
Oreochromis leucostictus е вид лъчеперка от семейство Цихлиди (Cichlidae).

## Разпространение
Видът е разпространен в Демократична република Конго и Уганда. Внесен е в Бурунди, Кения и Танзания.